# 미디어 게이트웨이 컨트롤 프로토콜

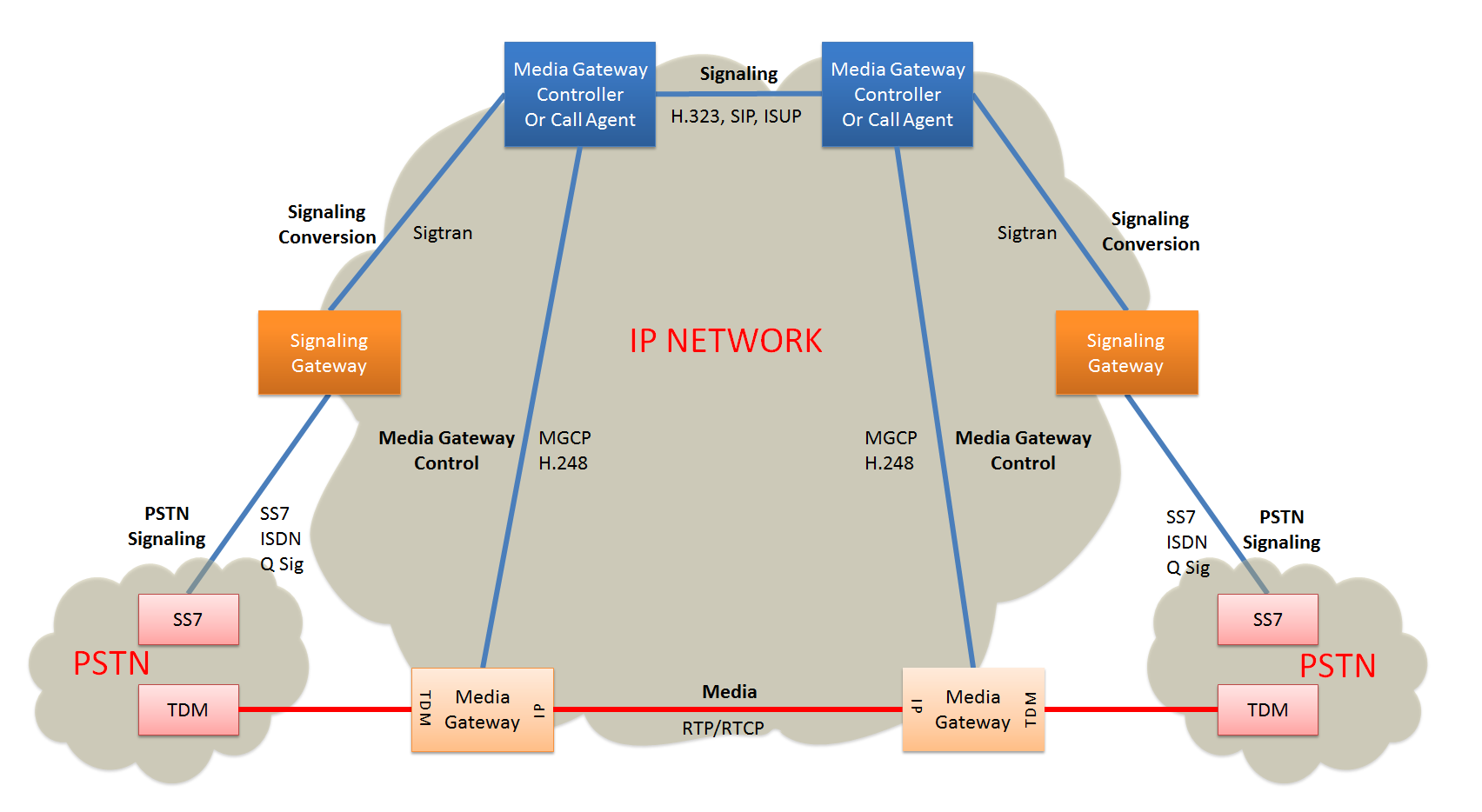
게이트웨이 컨트롤 프로토콜 관계

미디어 게이트웨이 컨트롤 프로토콜(MGCP, Media Gateway Control Protocol)은 하이브리드 VoIP 및 기존 통신 시스템의 신호 및 통화 제어를 위한 통신 프로토콜이다. PSTN(공중 교환 전화망)에 연결된 미디어 게이트웨이를 제어하기 위한 미디어 게이트웨이 제어 프로토콜 아키텍처를 구현한다. 미디어 게이트웨이는 기존 전자 미디어를 IP(인터넷 프로토콜) 네트워크로 변환하는 기능을 제공한다. 이 프로토콜은 벨코어와 시스코가 개발한 심플 게이트웨이 컨트롤 프로토콜(SGCP, Simple Gateway Control Protocol)과 인터넷 프로토콜 디바이스 컨트롤(IPDC, Internet Protocol Device Control)의 후속 프로토콜이다.
MGCP 방법론은 전화 네트워크의 중앙 사무실과 유사한 콜 제어 센터 소프트스위치에 상주하는 네트워크 제어 기능을 갖춘 PSTN의 구조를 반영한다. 엔드포인트는 지능이 낮은 장치로, 대부분 소프트스위치에 있는 통화 에이전트라고도 하는 미디어 게이트웨이 컨트롤러의 제어 명령을 실행하고 이에 대한 응답으로 결과 표시를 제공한다. 이 프로토콜은 H.323 및 세션 개시 프로토콜(SIP, Session Initiation Protocol)과 같은 다른 VoIP 모델을 분해한 것으로, 통화의 엔드포인트 장치는 더 높은 수준의 신호 지능을 갖는다.
MGCP는 명령과 응답으로 구성된 텍스트 기반 프로토콜이다. 이는 통화 세션에서 전송될 미디어 스트림을 지정하고 협상하기 위해 SDP(세션 기술 프로토콜)를 사용하고 미디어 스트림을 프레이밍하기 위해 RTP(실시간 전송 프로토콜)를 사용한다.

## 표준 문서
- RFC 3435 – Media Gateway Control Protocol (MGCP) Version 1.0 (this supersedes RFC 2705)
- RFC 3660 – Basic Media Gateway Control Protocol (MGCP) Packages (informational)
- RFC 3661 – Media Gateway Control Protocol (MGCP) Return Code Usage
- RFC 3064 – MGCP CAS Packages
- RFC 3149 – MGCP Business Phone Packages
- RFC 3991 – Media Gateway Control Protocol (MGCP) Redirect and Reset Package
- RFC 3992 – Media Gateway Control Protocol (MGCP) Lockstep State Reporting Mechanism (informational)
- RFC 2805 – Media Gateway Control Protocol Architecture and Requirements
- RFC 2897 – Proposal for an MGCP Advanced Audio Package